# Paulus Engelhardt
Paulus Maria Engelhardt OP (* 4. Mai 1921 als Wolfgang Erasmus Engelhardt in Berlin; † 27. Mai 2014 in Düsseldorf) war ein deutscher römisch-katholischer Priester und Philosoph.

## Leben
Wolfgang Engelhardt legte am 31. März 1949 seine Profess im Predigerorden ab und nahm den Ordensnamen Paulus an. Zum Priester geweiht wurde er am 26. Juli 1947. 1953 wurde mit der Dissertation über Die Wahrheit in der Einheit und Entzweiung. Problemgeschichtliche Untersuchungen über das Wesen die Wahrheit im Denken des Altertums und Mittelalters an der Universität Freiburg im Breisgau promoviert. Der Theologe und Philosoph lehrte an der Ordenshochschule in Walberberg, an der Philosophisch-Theologischen Hochschule Münster und an weiteren Universitäten und Hochschulen.

## Schriften (Auswahl)
- Max Josef Metzger. Bruder Paulus. Kyrios-Verlag, Meitingen und Freising 1980, ISBN 3-7838-0236-9.
- Thomas von Aquin. Wegweisungen in sein Werk. Leipzig 2005, ISBN 3-7462-1810-1.
- als Herausgeber mit Claudius Strube: Die Sprachlichkeit in den Künsten. Berlin 2007, ISBN 3-8258-8562-3.
- als Herausgeber mit Claudius Strube: Metaphysisches Fragen. Colloquium über die Grundform des Philosophierens. Köln 2008, ISBN 3-412-17306-1.